# بروس مورو (لاعب كرة قدم)
بروس مورو (بالإنجليزية: Bruce Morrow)‏ هو لاعب كرة قدم أسترالي، ولد في 5 مايو 1936. شارك مع منتخب أستراليا لكرة القدم. أما مع النوادي، فقد لعب مع سيدني تايغرز.

## وصلات خارجية
- بروس مورو على موقع الاتحاد الدولي (مؤرشف)  (الإنجليزية)
- بروس مورو على موقع اللجنة الأولمبية الدولية (الإنجليزية)
- بروس مورو على موقع أوليمبيديا (الإنجليزية)
- بروس مورو على موقع اللجنة الأولمبية الأسترالية (الإنجليزية)